# 太陽誘電

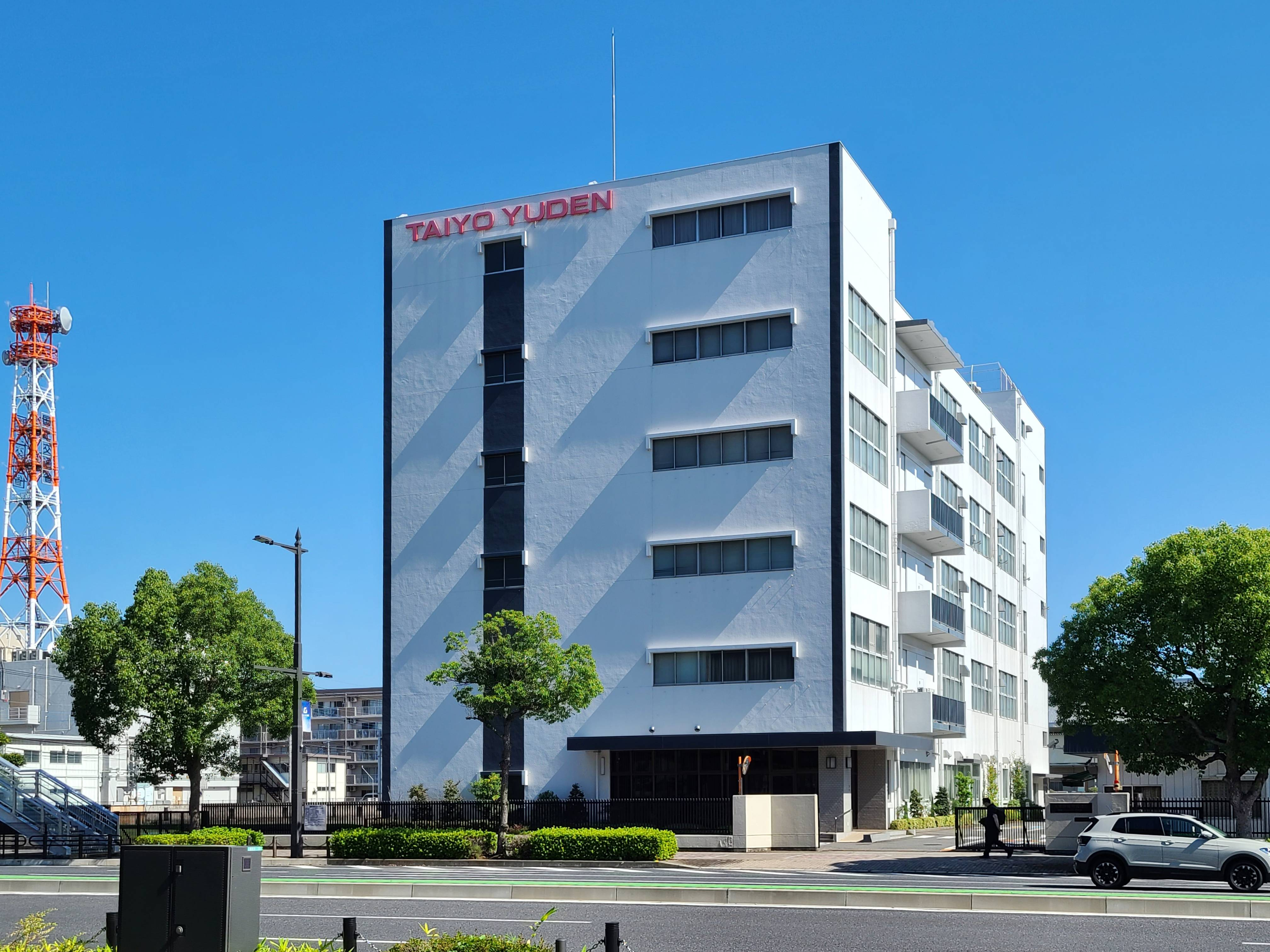
高崎グローバルセンター（群馬県高崎市）

太陽誘電株式会社（たいようゆうでん、TAIYO YUDEN CO.,LTD.）は、受動電子部品を主とした電気機器製造会社である。一般消費者の間ではCD-R（That'sブランド）などの記録メディアのメーカーとして知られる。研究者の佐藤彦八が1950年（昭和25年）設立。本社は東京都中央区、工場は群馬県高崎市など。日経平均株価およびJPX日経インデックス400の構成銘柄の一つ。

## 沿革
- 1950年（昭和25年）3月 - 東京都杉並区に太陽誘電株式会社を設立、磁器コンデンサ及びステアタイト磁器絶縁体の生産を開始。
- 1970年（昭和45年）3月 - 東京証券取引所市場第二部に株式を上場。
- 1973年（昭和48年）
  - 1月 - 東京証券取引所市場第一部指定。
  - 5月 - 東京都台東区上野1-2-12に本社ビルを新設し、本社を移転。
- 1988年（昭和63年）
  - 2月 - 東京都台東区上野6-16-20に本社を移転。
  - 6月 - CD-Rを開発、販売。
- 2019年（平成31年）1月 - エルナー株式会社を株式交換により完全子会社化[3]。

## 商品
主力は電子部品。2015年（平成27年）末まではCD-R、DVD-R、BD-Rなどの記録メディア（ブランクメディア）も製造していた。

### 電子部品
誘電体セラミックを使用したコンデンサや、フェライトセラミックを使用したインダクタなどの受動電子部品、および電子部品技術を生かした高密度実装によるBluetoothモジュールなどを主力商品としている。
2001年（平成13年）には群馬県群馬郡（現・高崎市）に電波暗室棟を設立。 関連ノイズ対策部品の販売拡大を狙い、10m暗室、アンテナ評価設備、Bluetooth認証設備、近傍電磁界同時測定の設備を兼ね備えた運営を行っている。

### 記録メディア

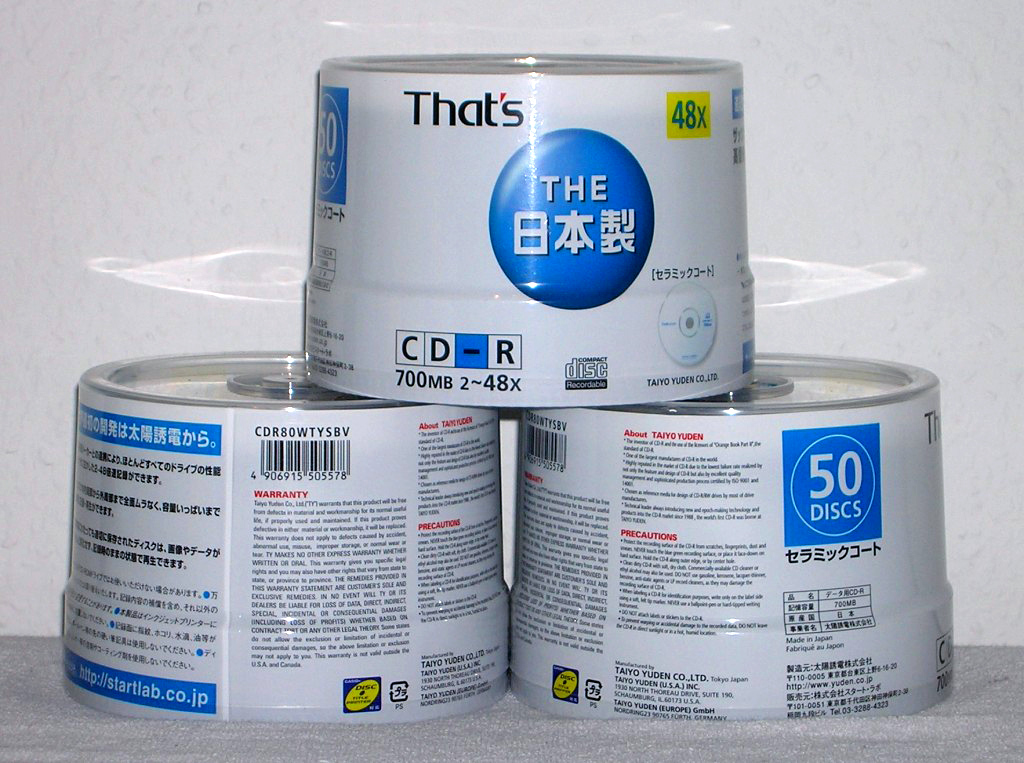
「That's」ブランド製品 (CD-R)

以前はカセットテープやビデオテープ（VHS等）などの磁気テープをThat'sブランドとして製造販売していたが、1993年（平成5年）に記録メディア事業をソニーとの合弁会社であるスタート・ラボに移管した際、その販売事業から撤退している。
CD-R開発
1988年に当社が開発したCD-Rを手始めに、DVD-R・BD-R LTHを製造し、スタート・ラボからThat'sブランドとして発売していた。同社の記録メディアは、福島県伊達市にある子会社「福島太陽誘電」によって一貫生産されていたが、2021年現在は生産から撤退している。
OEM提供
ソニーのCD-R、富士フイルム、TDK、パナソニックのDVD-Rなど大手メーカーへOEM供給をしていた。また、日立マクセルにはOEM供給していたものの、同社が自社生産に切り替えたためにDVD-R製品のOEM供給を止めた。ただし、CD-Rは2015年までOEM供給していた。BD-R LTHは自社生産であるが・BD-R・BD-REは他社の生産である。2008年（平成20年）10月には日本ビクター（現・JVCケンウッド）の記録メディア部門を分社化したビクターアドバンストメディア（VAM）が太陽誘電の傘下に入った。
生産撤退、CMC・RiTEKへライセンス提供
2015年6月、ハードディスク、およびフラッシュメモリ等ITメディアのさらなる大容量化やクラウドコンピューティングなどの影響により、記録メディア市場の縮小が継続し業績改善が見込めないことより2015年内に光ディスク製造より撤退することが明らかとされた。
2016年（平成28年）以降、太陽誘電の光ディスク技術は台湾のCMCマグネティクスに提供され、マイクロボード・ テクノロジーから「CMCpro Powered by TY Technology」、磁気研究所から「TY-MID」として発売されている。
2018年（平成30年）、ジャパンディスクから台湾のRiTEKで生産された「Legend with PRO」が発売された。
CD-R、未来技術遺産に登録
2021年9月1日、国立科学博物館は、2021年度の未来技術遺産に、当社が1988年に開発したThat's CD-Rほか24点を選定した。

## CMキャラクター
かつて磁気テープを販売していた頃はCMも盛んに行われていた。
- MALTA
- 工藤静香
- 安全地帯、玉置浩二
- 中嶋悟

## スポーツ関連
同社の女子ソフトボール部『太陽誘電ソルフィーユ』は日本リーグにおいて1987年から連続して女子1部リーグに在籍し、リーグ優勝6回を数える強豪として知られ、日本代表等に多くの選手を送り出している。2022年からはJDリーグに所属。
全国タイトルは、計33回（リーグ6回・全日本総合9回・全日本実業団4回・国体14回）で、ビックカメラ高崎に次いでの多さを誇る。

## 関連会社
- 太陽誘電ケミカルテクノロジー株式会社
- 太陽誘電テクノソリューションズ株式会社
- 株式会社環境アシスト
- 福島太陽誘電株式会社
- サンヴァーテックス株式会社 - 人材サービス・アウトソーシング業務の受託等
- 太陽誘電エナジーデバイス株式会社
- 株式会社スタート・ラボ - ソニーとの合弁会社
- 和歌山太陽誘電株式会社
- 新潟太陽誘電株式会社
- エルナー株式会社
- ビクターアドバンストメディア株式会社 - 日本ビクター → JVCケンウッドとの合弁会社。2015年度までVHSテープを含む各種記録メディアの生産も手掛けていた。2019年3月11日付で清算結了[13]。
- 太陽誘電モバイルテクノロジー株式会社 - 富士通メディアデバイスから譲り受けた通信デバイス事業を担当。かつて日立製作所マイクロデバイス事業部が東京都青梅市に保有していた土地・建屋・生産設備等を使用する。